# Desertosphaera remyi
Desertosphaera remyi är en kräftdjursart som beskrevs av Albert Vandel 1948. Desertosphaera remyi ingår i släktet Desertosphaera och familjen Spelaeoniscidae. Inga underarter finns listade i Catalogue of Life.